# Faro de la isla St. Peters
El  faro de la isla St. Peters (en inglés : St. Peters Island Lighthouse) es un faro activo situado en una pequeña isla en la entrada oeste del puerto de Charlottetown, en el condado de Queens (provincia de Isla del Príncipe Eduardo) en Canadá. Este faro es administrado por la Guardia Costera de Canadá.

## Historia
El faro fue construido originalmente en el extremo oeste de la isla St. Peter.Se trasladó, en 1984, a su ubicación actual. La luz había sido transferida temporalmente, en 1964, a la parte superior de un cilindro de metal pintado con tiras horizontales rojas y blancas. 

## Descripción
El faro es una torre piramidal de madera de 9 m alto, con una galería cuadrada y una linterna cuadrada roja. Emite un brillo blanco cada 5 segundos a una altura focal de 21 m . Su rango nominal es de 8 millas náuticas (aproximadamente 15 km)